# Orchesella litoralis
Orchesella litoralis is een springstaartensoort uit de familie van de Entomobryidae. De wetenschappelijke naam van de soort is voor het eerst geldig gepubliceerd in 1925 door Brown.